# 2005 FIFA U-17世界選手権
2005 FIFA U-17世界選手権は、2005年9月16日から10月2日にかけてペルー共和国で開催された17歳以下の世界選手権である。大会はリマ、トルヒーリョ、チクラーヨ、ピウラ、イキトスの5都市で合計32試合が行われ、メキシコが初優勝を飾った。今大会で、世界で初めてゴール機械判定技術がテストされた。

## ゴール機械判定技術初テスト
今大会で、世界で初めてゴールライン・テクノロジーがテストされた。これはドイツのハード、ソフトウェア会社｢カイロス｣とスポーツ用品会社の「アディダス」(センサー内蔵のボールを開発)が共同で開発したシステムで、ボールの中に内部センサーを埋め込み、ペナルティエリアを細い電流ケーブルで囲み、磁場の変化でボールを追跡するシステムで、ボールがゴールラインを超えていなければ1秒以内に無線で審判の腕時計に送信される。テストの結果、判定スピード、正確性、設置にかかる時間などでいくつかの課題が出た。これが2012年7月5日に導入が決定されたゴール機械判定技術(ゴールライン・テクノロジー「Goal line Technolojy」、略称GLT)の一つゴールレフ（GoalRef）の原型である。

## グループリーグ

### グループA
| Teams      | GP | W | D | L | GF | GA | GD | Pts |
| ---------- | -- | - | - | - | -- | -- | -- | --- |
| コスタリカ | 3  | 1 | 2 | 0 | 4  | 2  | 2  | 5   |
| 中国       | 3  | 1 | 2 | 0 | 3  | 2  | 1  | 5   |
| ガーナ     | 3  | 0 | 3 | 0 | 3  | 3  | 0  | 3   |
| ペルー     | 3  | 0 | 1 | 2 | 1  | 4  | -3 | 1   |

| 2005年9月16日 17:00 PET 22:00 UTC |

| 中国          | 1 – 1  | コスタリカ      |
| 唐乃シン 17分 | Report | カリージョ 10分 |

| エスタディオ・マンシチェ（トルヒーリョ） 観客数: 18,000 主審: 上川徹 |

| 2005年9月16日 20:00 PET 01:00 UTC |

| ペルー               | 1 – 1  | ガーナ                 |
| チャベス 10分 (pen.) | Report | カルデナス 62分 (o.g.) |

| エスタディオ・マンシチェ（トルヒーリョ） 観客数: 21,100 主審: フランク・デ・ブレーケル |

| 2005年9月19日 15:30 PET 20:30 UTC |

| ガーナ          | 1 – 1  | コスタリカ    |
| クォーティ 58分 | Report | ボルヘス 47分 |

| エスタディオ・マンシチェ（トルヒーリョ） 観客数: 15,000 主審: ホルヘ・ラリオンダ |

| 2005年9月19日 18:15 PET 23:15 UTC |

| ペルー | 0 – 1  | 中国        |
|        | Report | 鄧卓翔 13分 |

| エスタディオ・マンシチェ（トルヒーリョ） 観客数: 20,000 主審: オスカル・ルイス |

| 2005年9月22日 18:15 PET 23:15 UTC |

| コスタリカ                          | 2 – 0  | ペルー |
| ソロルサノ 45+1分 · エリソンド 77分 | Report |        |

| エスタディオ・マックス・アグスティン（ イキトス） 観客数: 25,000 主審: マーク・シールド |

| 2005年9月22日 18:15 PET 23:15 UTC |

| ガーナ      | 1 – 1  | 中国        |
| ブカリ 56分 | Report | 王選宏 60分 |

| エスタディオ・ミゲル・グラウ（ピウラ） 観客数: 15,320 主審: アラン・ハメル |

### グループB
| Teams          | GP | W | D | L | GF | GA | GD | Pts |
| -------------- | -- | - | - | - | -- | -- | -- | --- |
| トルコ         | 3  | 3 | 0 | 0 | 6  | 3  | 3  | 9   |
| メキシコ       | 3  | 2 | 0 | 1 | 6  | 2  | 4  | 6   |
| オーストラリア | 3  | 1 | 0 | 2 | 2  | 5  | -3 | 3   |
| ウルグアイ     | 3  | 0 | 0 | 3 | 3  | 7  | -4 | 0   |

| 2005年9月16日 14:15 PET 19:15 UTC |

| ウルグアイ | 0 – 2  | メキシコ                    |
|            | Report | ベラ 47分 · ビジャルス 54分 |

| エスタディオ・ナシオナル（リマ） 観客数: 8,000 主審: アラン・ハメル |

| 2005年9月16日 17:00 PET 22:00 UTC |

| トルコ        | 1 – 0  | オーストラリア |
| シャヒン 84分 | Report |                |

| エスタディオ・ナシオナル（リマ） 観客数: 14,200 主審: ケヴィン・スコット |

| 2005年9月19日 15:30 PET 20:30 UTC |

| メキシコ                          | 3 – 0  | オーストラリア |
| エスパルサ 20分 · ベラ 43分, 79分 | Report |                |

| エスタディオ・ナシオナル（リマ） 観客数: 6,000 主審: オラシオ・エリソンド |

| 2005年9月19日 18:15 PET 23:15 UTC |

| ウルグアイ                                       | 2 – 3  | トルコ                                                |
| ムラト・ドゥルエル 28分 (o.g.) · フィゲロア 78分 | Report | デニズ 12分 · オズギュルジャン 80分 · テヴフィク 84分 |

| エスタディオ・ナシオナル（リマ） 観客数: 4,000 主審: ムラード・ダーミ |

| 2005年9月22日 15:30 PET 20:30 UTC |

| オーストラリア                | 2 – 1  | ウルグアイ      |
| バーンズ 20分 · クルーズ 83分 | Report | フィゲロア 38分 |

| エスタディオ・エリアス・アギーレ（チクラーヨ） 観客数: 11,100 主審: ジェローム・デイモン |

| 2005年9月22日 15:30 PET 20:30 UTC |

| メキシコ      | 1 – 2  | トルコ                                  |
| グスマン 11分 | Report | デニズ 28分 · ジャネル・エルキン 90+1分 |

| エスタディオ・ミゲル・グラウ（ピウラ） 観客数: 14,560 主審: 上川徹 |

### グループC
| Teams                  | GP | W | D | L | GF | GA | GD | Pts |
| ---------------------- | -- | - | - | - | -- | -- | -- | --- |
| アメリカ合衆国         | 3  | 2 | 1 | 0 | 7  | 4  | 3  | 7   |
| 朝鮮民主主義人民共和国 | 3  | 1 | 1 | 1 | 6  | 4  | 2  | 4   |
| イタリア               | 3  | 1 | 1 | 1 | 6  | 7  | -1 | 4   |
| コートジボワール       | 3  | 0 | 1 | 2 | 4  | 8  | -4 | 1   |

| 2005年9月17日 10:00 PET 15:00 UTC |

| コートジボワール                                    | 3 – 4  | イタリア                                                      |
| ディオマンデ 27分 · フォファナ 53分 · クアッシ 87分 | Report | ティボーニ 21分, 32分 · マンドルリーニ 86分 · フォーティ 89分 |

| エスタディオ・エリアス・アギーレ（チクラーヨ） 観客数: 14,800 主審: スブヒディン・モハマド・サレー |

| 2005年9月17日 12:45 PET 17:45 UTC |

| アメリカ合衆国                                | 3 – 2  | 朝鮮民主主義人民共和国            |
| ソロカ 13分 · ナカザワ 43分 · ジマーマン 72分 | Report | チェ・ミョンホ 24分 · 金功榛 86分 |

| エスタディオ・エリアス・アギーレ（チクラーヨ） 観客数: 15,200 主審: ジェローム・デイモン |

| 2005年9月20日 15:30 PET 20:30 UTC |

| イタリア        | 1 – 3  | アメリカ合衆国                                  |
| ルッソット 74分 | Report | サーコディー 47分 · ナカザワ 67分 · ソロカ 90分 |

| エスタディオ・エリアス・アギーレ（チクラーヨ） 観客数: 15,240 主審: マーク・シールド |

| 2005年9月20日 18:15 PET 23:15 UTC |

| コートジボワール | 0 – 3  | 朝鮮民主主義人民共和国                        |
|                  | Report | チェ・ミョンホ 9分 (pen.), 38分 · 金京一 44分 |

| エスタディオ・エリアス・アギーレ（チクラーヨ） 観客数: 14,500 主審: フランク・デ・ブレーケル |

| 2005年9月23日 15:30 PET 20:30 UTC |

| アメリカ合衆国 | 1 – 1  | コートジボワール |
| ホール 4分     | Report | バンバ 87分      |

| エスタディオ・ナシオナル（リマ） 観客数: 12,000 主審: オスカル・ルイス |

| 2005年9月23日 15:30 PET 20:30 UTC |

| イタリア      | 1 – 1  | 朝鮮民主主義人民共和国 |
| パレルモ 90分 | Report | 金功榛 22分            |

| エスタディオ・マンシチェ（トルヒーリョ） 観客数: 10,000 主審: ムラード・ダーミ |

### グループD
| Teams    | GP | W | D | L | GF | GA | GD  | Pts |
| -------- | -- | - | - | - | -- | -- | --- | --- |
| ブラジル | 3  | 2 | 0 | 1 | 9  | 4  | 5   | 6   |
| オランダ | 3  | 2 | 0 | 1 | 8  | 5  | 3   | 6   |
| ガンビア | 3  | 2 | 0 | 1 | 6  | 4  | 2   | 6   |
| カタール | 3  | 0 | 0 | 3 | 4  | 14 | -10 | 0   |

| 2005年9月17日 15:15 PET 20:15 UTC |

| オランダ                                                                             | 5 – 3  | カタール                                                           |
| エムネス 6分 85分 · バイス 30分 (pen.) · ファン・デル・コーイ 58分 · ホーセンス 65分 | Report | アフィーフ 11分 (pen.) · ユーセフ・アフメド 31分 · イブラヒム 83分 |

| エスタディオ・ミゲル・グラウ（ピウラ） 観客数: 20,800 主審: マーク・シールド |

| 2005年9月17日 18:00 PET 23:00 UTC |

| ブラジル      | 1 – 3  | ガンビア                                               |
| イゴール 23分 | Report | マンサリー 27分 · セーサイ 45分 · ジャロウ 74分 (pen.) |

| エスタディオ・ミゲル・グラウ（ピウラ） 観客数: 22,300 主審: マルコ・ロドリゲス |

| 2005年9月20日 15:30 PET 20:30 UTC |

| カタール                | 1 – 3  | ガンビア                                               |
| ユーセフ・アフメド 31分 | Report | セーサイ 24分 · ジャロウ 74分 (pen.) · ジャグネ 90+2分 |

| エスタディオ・ミゲル・グラウ（ピウラ） 観客数: 18,424 主審: スブヒディン・モハマド・サレー |

| 2005年9月20日 18:15 PET 23:15 UTC |

| オランダ             | 1 – 2  | ブラジル                   |
| シドネイ 28分 (o.g.) | Report | イゴール 8分 · ハモン 60分 |

| エスタディオ・ミゲル・グラウ（ピウラ） 観客数: 20,749 主審: ケヴィン・スコット |

| 2005年9月23日 18:15 PET 23:15 UTC |

| ガンビア | 0 – 2  | オランダ                          |
|          | Report | ホーセンス 33分 · マルセリス 72分 |

| エスタディオ・ナシオナル（リマ） 観客数: 17,000 主審: ホルヘ・ラリオンダ |

| 2005年9月23日 18:15 PET 23:15 UTC |

| カタール | 0 – 6  | ブラジル                                                                                            |
|          | Report | ハモン 13分, 45+2分 · デニウソン 39分 · ロベルト 57分 · レナト・アウグスト 58分 · アンデルソン 74分 |

| エスタディオ・マンシチェ（トルヒーリョ） 観客数: 15,000 主審: フランク・デ・ブレーケル |

## 決勝トーナメント

### 準々決勝
| 2005年9月25日 16:00 PET 21:00 UTC |

| コスタリカ           | 1 – 3 (延長) | メキシコ                                   |
| フアレス 67分 (o.g.) | Report       | フアレス 88分 · グスマン 96分 · ベラ 109分 |

| エスタディオ・ミゲル・グラウ（ピウラ） 観客数: 14,724 主審: スブヒディン・モハマド・サレー |

| 2005年9月25日 19:00 PET 00:00 UTC |

| トルコ                                                                  | 5 – 1  | 中国    |
| テヴフィク 10分, 88分 · ジャネル・エルキン 33分, 90+1分 · シャヒン 54分 | Report | Gu 57分 |

| エスタディオ・マックス・アグスティン（イキトス） 観客数: 24,000 主審: マルコ・ロドリゲス |

| 2005年9月26日 16:00 PET 21:00 UTC |

| アメリカ合衆国 | 0 – 2  | オランダ              |
|                | Report | サルポン 45+1分, 84分 |

| エスタディオ・マンシチェ（トルヒーリョ） 観客数: 9,000 主審: オラシオ・エリソンド |

| 2005年9月26日 19:00 PET 00:00 UTC |

| ブラジル                                            | 3 – 1 (延長) | 朝鮮民主主義人民共和国 |
| ハモン 48分 · セウシーニョ 100分 · イゴール 120+3分 | Report       | 金京一 82分            |

| エスタディオ・マックス・アグスティン（イキトス） 観客数: 25,000 主審: アラン・ハメル |

### 準決勝
| 2005年9月29日 16:00 PET 21:00 UTC |

| メキシコ                                            | 4 – 0  | オランダ |
| ビジャルス 33分, 61分 · モレノ 50分 · グスマン 90分 | Report |          |

| エスタディオ・エリアス・アギーレ（チクラーヨ） 観客数: 16,800 主審: マーク・シールド |

| 2005年9月29日 19:00 PET 00:00 UTC |

| トルコ                                                      | 3 – 4  | ブラジル                                                             |
| ジャネル・エルキン 45+2分 · テヴフィク 70分 · シャヒン 76分 | Report | セウシーニョ 1分 · アンデルソン 26分 · マルセロ 32分 · イゴール 90分 |

| エスタディオ・マンシチェ（トルヒーリョ） 観客数: 19,000 主審: フランク・デ・ブレーケル |

### 3位決定戦
| 2005年10月2日 15:00 PET 20:00 UTC |

| オランダ              | 2 – 1  | トルコ        |
| ホーセンス 13分, 88分 | Report | シャヒン 90分 |

| エスタディオ・ナシオナル（リマ） 観客数: 35,000 主審: ホルヘ・ラリオンダ |

### 決勝
| 2005年10月2日 18:00 PET 23:00 UTC |

| メキシコ                                    | 3 – 0  | ブラジル |
| ベラ 31分 · エスパルサ 32分 · グスマン 86分 | Report |          |

| エスタディオ・ナシオナル（リマ） 観客数: 40,000 主審: フランク・デ・ブレーケル |

## 最終結果
| FIFA U-17世界選手権2005優勝国 |
| ----------------------------- |
| · メキシコ · 初優勝           |

## 表彰
- ゴールデンボール賞:  アンデルソン
- シルバーボール賞:  ジョバニ・ドス・サントス
- ブロンズボール賞:  ヌリ・サヒン
- ゴールデンシューズ賞:  カルロス・アルベルト・ベラ
- フェアプレー賞:  北朝鮮

## 得点ランキング
5得点
- カルロス・ベラ

4得点
- エベル・グスマン
- ハモン
- ジャネル・エルキン
- テヴフィク・キョセ
- イゴール
- ヨーン・ホーセンス
- ヌリ・シャヒン